# San Ignacio, Sinaloa
San Ignacio är en kommunhuvudort i Mexiko.   Den ligger i kommunen San Ignacio och delstaten Sinaloa, i den centrala delen av landet, 900 km nordväst om huvudstaden Mexico City. San Ignacio ligger 159 meter över havet och antalet invånare är 4 293.
Terrängen runt San Ignacio är kuperad österut, men västerut är den platt. Runt San Ignacio är det mycket glesbefolkat, med 4 invånare per kvadratkilometer. San Ignacio är det största samhället i trakten. I omgivningarna runt San Ignacio växer i huvudsak lövfällande lövskog.